# یوانیس گئورگیادیس
یوانیس گئورگیادیس (یونانی: Ιωάννης Γεωργιάδη؛ ۲۴ آوریل ۱۸۷۶ – ۲۰ آوریل ۱۹۶۰) یک شمشیرباز اهل یونان بود.
از افتخارات وی میتوان به کسب مدال طلا سابر در بازی‌های المپیک تابستانی ۱۸۹۶ اشاره کرد.